# Jean-Jacques Carence
Jean-Jacques Carence, né le 18 août 1871 à Toulon et mort le 13 juillet 1953 à Antibes, est un général de division français, grand-croix de la Légion d'honneur et médaillé militaire.

## Biographie
En 1890, après avoir obtenu son diplôme de l'École polytechnique, il suit les cours de l'École d'application de l'artillerie et du génie de Fontainebleau. En 1902, il obtient le brevet d'état-major de l'École supérieure de guerre et est assigné à l'état-major du ministre de la Guerre en 1914. Durant la Première Guerre mondiale, en 1917, il prend le commandement de l'artillerie lourde à Verdun, puis dans la Somme en 1918. Il accède au grade de général de brigade en 1921.
En 1926, il devient le chef de cabinet de Paul Painlevé, ministre de la Guerre, et est promu général de division la même année. En 1929, il assume le commandement de la 15e région militaire à Marseille, puis est désigné membre du Conseil supérieur de la guerre. Il occupe également le poste d'inspecteur général de l'artillerie et de la motorisation de l'armée. Il se retire du service actif en 1936.
Il est élevé à la dignité de grand-croix de la Légion d'honneur le 30 décembre 1936, après 47 ans de services, 7 campagnes et 1 citation puis décoré de la médaille militaire le 31 décembre 1939.

## Distinctions
- Médaille militaire (31 décembre 1939)
- Grand-croix de la Légion d'honneur (30 décembre 1936)
- Croix de guerre 1914–1918  (2 citations)

### Ouvrages
- Michel Wattel et Béatrice Wattel (préf. André Damien), Les Grand’Croix de la Légion d’honneur : De 1805 à nos jours, titulaires français et étrangers, Paris, Archives et Culture, 2009, 701 p. (ISBN 978-2-35077-135-9), p. 104.